# Netzenbach
Le Netzenbach est un affluent de la Bruche dans le Bas-Rhin, sur le ban communal de Wisches mais disputé par la commune de Lutzelhouse.

## Géographie
De 9,5 km de longueur